# Ewolwenta

Ewolwentą krzywej łańcuchowej, tzw. catenary (niebieska) jest traktrysa (czerwona).

Ewolwenta (łac. evolvens, rozwijający) albo rozwijająca krzywej {\displaystyle K} – krzywa wykreślona przez punkt leżący na prostej toczącej się po krzywej {\displaystyle K.} Krzywa {\displaystyle K} jest dla swojej ewolwenty ewolutą.
Wynika stąd, że normalna wystawiona w dowolnym punkcie {\displaystyle A} ewolwenty jest zawsze styczna do ewoluty, przy czym punkt styczności jest środkiem krzywizny ewolwenty w punkcie {\displaystyle A.}
Mechanicznym sposobem wykreślenia ewolwenty krzywej {\displaystyle K} jest rysowanie jej za pomocą ołówka zamocowanego do naciągniętego sznurka owiniętego na powierzchni bocznej walca prostego, którego podstawa jest figurą wypukłą i ma brzeg o kształcie krzywej {\displaystyle K.}
W punktach przecięcia którejkolwiek ewolwenty z ewolutą, ewolwenta ma punkt zwrotu.

Ewolwenty mają szerokie zastosowanie w technice, a zwłaszcza w mechanice: np. zęby większości kół zębatych mają kształt ewolwenty.
Przykłady

Ewolwenta okręgu

- ewolwenta krzywej łańcuchowej przecinająca ją w jej wierzchołku jest traktrysą;
- ewolwenta cykloidy przecinająca ją w jej wierzchołku też jest cykloidą;
- jedną z ewolwent okręgu o promieniu {\displaystyle a} i środku w początku układu można opisać równaniami z parametrem {\displaystyle t} oznaczającym kąt odwinięcia:
{\displaystyle {\begin{cases}x=a\cdot (\cos t+t\cdot \sin t)\\y=a\cdot (\sin t-t\cdot \cos t)\end{cases}}}
pozostałe ewolwenty okręgu można uzyskać przyjmując zamiast {\displaystyle t} parametr {\displaystyle t+t_{0}.}